# Comal
Pour le fleuve texan du même nom, voir Comal (fleuve).

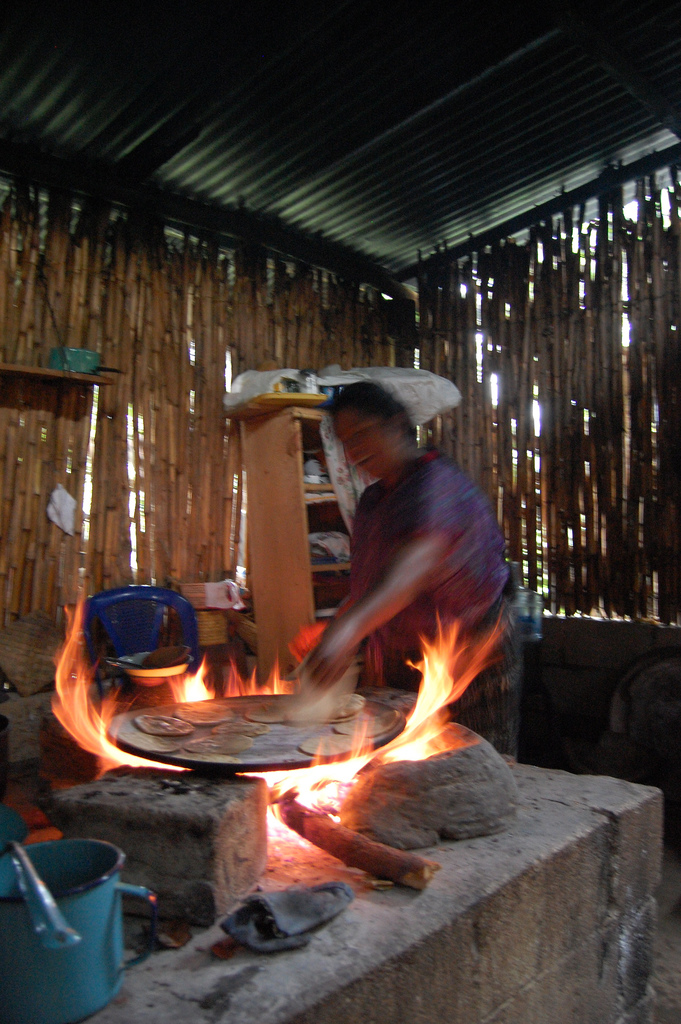
Comal traditionnel chauffé au feu de bois.

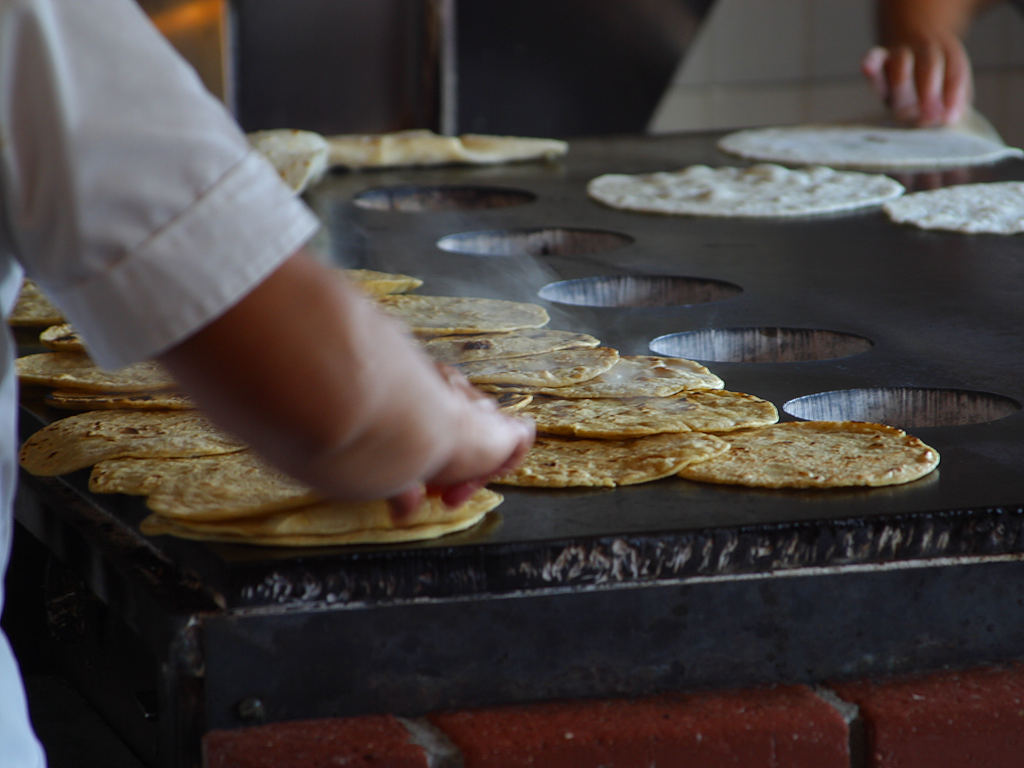
Comal de restaurant.

Comal est un mot espagnol d'origine nahuatl (« comalli ») utilisé au Mexique et en Amérique centrale depuis une haute antiquité pour désigner un ustensile de cuisine traditionnel servant à cuire les tortillas.
Cette sorte de plancha était jadis faite en terre cuite ; actuellement, les comales sont métalliques, en aluminium ou en acier, similaires au billig à crêpes.
Un comal est toujours plat et sans bords. Il est chauffé généralement au gaz. Son usage est devenu anecdotique, en raison de l'industrialisation de la fabrication des tortillas.